# آنتونی کامرلینگ
آنتونی کامرلینگ (هلندی: Antonie Kamerling؛ ۲۵ اوت ۱۹۶۶ – ۶ اکتبر ۲۰۱۰) یک خواننده و بازیگر اهل هلند بود. وی بین سال‌های ۱۹۹۰ تا ۲۰۱۰ میلادی فعالیت می‌کرد.